# Клочков переулок
Клочко́в переулок — переулок в Невском районе Санкт-Петербурга. Проходит от улицы Коллонтай до реки Оккервиль.

## История
Переулок получил название 7 июля 1993 года по существовавшей поблизости деревне Клочки. Клочки располагались примерно на месте современного дома 12 по Октябрьской набережной, вошли в историю тем, что здесь располагалась Охтенская застава водных сообщений, а в 1870-е в деревне находилась конспиративная квартира народовольца Николая Чайковского.

## Пересечения
- улица Коллонтай
- проспект Пятилеток

## Транспорт
Ближайшая к Клочкову переулку станция метро — «Проспект Большевиков».
В 2001 году по переулку проложена троллейбусная линия, по ней проходят маршруты № 43.

## Интересный факт
В створе Клочкова переулка через реку Оккервиль был построен мост, однако вплоть до 2016 года дорога за мостом фактически отсутствовала.